# Ectropis albobrunnea
Ectropis albobrunnea är en fjärilsart som beskrevs av Claude Herbulot 1981. Ectropis albobrunnea ingår i släktet Ectropis och familjen mätare. Inga underarter finns listade i Catalogue of Life.